# Thomas Bach
Thomas Bach OLY (Würzburg, 29 de dezembro de 1953) é um ex-campeão olímpico alemão de esgrima e ex-presidente do Comitê Olímpico Internacional (COI), cargo para o qual foi eleito durante a 125.ª Sessão do COI, em Buenos Aires, Argentina, em 2013. Após o término de seu mandato em 2025, foi condecorado como presidente honorário vitalício, sendo o quinto ex-mandatário do COI a receber tal honraria.

## Biografia
Bach cresceu na cidade de Tauberbischofsheim, sul da Alemanha. Indisciplinado, começou a treinar esgrima aos 6 anos com o treinador disciplinador Emil Beck. Baixo para o esporte - com 1,68m - , Bach desenvolveu um estilo próprio para as disputas, baseado em ataques incessantes. Campeão olímpico de esgrima (florete) por equipes em Montreal 1976 representando a Alemanha Ocidental, campeão mundial no ano seguinte em Buenos Aires, Bach precipitou o fim de sua carreira com o boicote às Olimpíadas de 1980.
No ano seguinte, foi um dos fundadores da Comissão Atlética do COI. Trabalhou no mundo corporativo, inclusive como executivo de marketing da Adidas. Em 1991, através de um convite do espanhol Juan Antonio Samaranch, tornou-se membro do COI.
Ex-presidente do Comitê Olímpico Alemão e membro do Comitê Executivo do COI, foi eleito como 9º presidente do COI em 10 de setembro de 2013, sucedendo ao belga Jacques Rogge. Em seu mandato, enfrenta polêmicas como o descontentamento de atletas e as mudanças no sistema de licitação das cidades sedes das Olimpíadas.
Ele foi eleito para um período de oito anos. Derrotou outros cinco candidatos, o ucraniano Sergei Bubka, o portorriquenho Richard Carrión, o suíço Dennis Oswald, o singapurense Ng Ser Miang e o taiwanês C.K. Wu, obtendo um total de 49 votos na segunda rodada de votação. Em março de 2021, foi reeleito em um encontro virtual, com 93 votos a favor, quatro abstenções e um voto contra, para mais quatro anos à frente do COI. Bach era o candidato único.
É membro do partido liberal alemão, FDP. Fala fluentemente Francês, Inglês, Espanhol e Alemão.

## Críticas
Um dos maiores desafios que Bach enfrentou como presidente do COI o escândalo de doping patrocinado pelo Estado russo. Este programa começou antes de sua presidência, mas, mesmo assim, tornou-se uma questão premente durante seu mandato. Foi descoberto que a Rússia adulterou o laboratório de antidoping nas Olimpíadas de Inverno de 2014 em Sochi e que o governo supervisionou o doping em massa entre os atletas olímpicos russos por muitos anos. Falando na cerimônia de abertura dos Jogos Olímpicos de Inverno de 2018, o apelo de Bach para "respeitar as regras e jogar limpo" foi amplamente interpretado como uma referência ao escândalo russo. Bach foi duramente criticado pelo que muitos consideram fechar os olhos ao esforço de doping olímpico patrocinado pelo Estado Russo. Jim Walden, advogado do denunciante Dr. Grigory Rodchenkov, chamou a decisão de Bach de restabelecer o Comitê Olímpico Russo após as Olimpíadas de Inverno de 2018, apesar dos testes de drogas fracassados durante os Jogos, "fraqueza diante do mal".